# Ришар Гаске
Ришар Гаске (фр. Richard Gasquet; Безје, Француска, 18. јун 1986) је француски тенисер који је свој најбољи пласман у синглу достигао 9. јула 2007. када је заузимао 7. место на АТП листи.
Стигао је до финала три турнира Мастерс 1000 серије, од којих је у два изгубио од Роџера Федерера и у једном од Новака Ђоковића. Такође, играо је у полуфиналима Вимблдона и Отвореног првенства САД.
У конкуренцији мешовитих парова је са Татјаном Головин дошао до трофеја на Ролан Гаросу 2004. године. На Олимпијским играма 2012. у Лондону је у пару са Жилијеном Бенетоом освојио бронзану медаљу. Током 2017. године је репрезентацији Француске донео титуле Хопман купа (са Кристином Младеновић) и Дејвис купа.

## Гренд слем финала

### Мешовити парови: 1 (1:0)
| Исход    | Бр. | Година | Турнир      | Подлога | Партнерка       | Противници          | Резултат |
| -------- | --- | ------ | ----------- | ------- | --------------- | ------------------- | -------- |
| Победник | 1.  | 2004.  | Ролан Гарос | Шљака   | Татјана Головин | Кара Блек Вејн Блек | 6:3, 6:4 |

## Финала АТП мастерс 1000 серије

### Појединачно: 3 (0:3)
| Исход     | Бр. | Година | Турнир      | Подлога | Противник     | Резултат           |
| --------- | --- | ------ | ----------- | ------- | ------------- | ------------------ |
| Финалиста | 1.  | 2005.  | Хамбург     | Шљака   | Роџер Федерер | 3:6, 5:7, 6:7(4:7) |
| Финалиста | 2.  | 2006.  | Торонто     | Тврда   | Роџер Федерер | 6:2, 3:6, 2:6      |
| Финалиста | 3.  | 2012.  | Торонто (2) | Тврда   | Новак Ђоковић | 3:6, 2:6           |

### Парови: 1 (0:1)
| Исход     | Бр. | Година | Турнир      | Подлога | Партнер        | Противници             | Резултат |
| --------- | --- | ------ | ----------- | ------- | -------------- | ---------------------- | -------- |
| Финалиста | 1.  | 2007.  | Монте Карло | Шљака   | Жилијен Бенето | Боб Брајан Мајк Брајан | 2:6, 1:6 |

## Мечеви за олимпијске медаље

### Парови: 1 (1:0)
| Исход  | Година | Турнир       | Подлога | Партнер        | Противници                   | Резултат      |
| ------ | ------ | ------------ | ------- | -------------- | ---------------------------- | ------------- |
| Бронза | 2012.  | ОИ у Лондону | Трава   | Жилијен Бенето | Давид Ферер Фелисијано Лопез | 7:6(7:4), 6:2 |

## АТП финала

### Појединачно: 33 (16:17)
| Легенда                        |
| ------------------------------ |
| Гренд слем турнири (0:0)       |
| Завршно првенство сезоне (0:0) |
| АТП мастерс 1000 (0:3)         |
| АТП 500 (0:2)                  |
| АТП 250 (16:12)                |

| Финала по подлози |
| ----------------- |
| Тврда (9:9)       |
| Шљака (3:7)       |
| Трава (3:1)       |
| Тепих (1:0)       |

| Финала по локацији |
| ------------------ |
| Отворено (9:13)    |
| Дворана (7:4)      |

| Исход     | Бр. | Датум               | Турнир                     | Подлога   | Противник             | Резултат                     |
| --------- | --- | ------------------- | -------------------------- | --------- | --------------------- | ---------------------------- |
| Финалиста | 1.  | 17. октобар 2004.   | Мец, Француска             | Тврда (д) | Жером Енел            | 6:7(9:11), 4:6               |
| Финалиста | 2.  | 15. мај 2005.       | Хамбург, Немачка           | Шљака     | Роџер Федерер         | 3:6, 5:7, 6:7(4:7)           |
| Победник  | 1.  | 18. јун 2005.       | Нотингем, В. Британија     | Трава     | Макс Мирни            | 6:2, 6:3                     |
| Победник  | 2.  | 24. јун 2006.       | Нотингем, В. Британија (2) | Трава     | Јонас Бјеркман        | 6:4, 6:3                     |
| Победник  | 3.  | 16. јул 2006.       | Гштад, Швајцарска          | Шљака     | Фелисијано Лопез      | 7:6(7:4), 6:7(3:7), 6:3, 6:3 |
| Финалиста | 3.  | 13. август 2006.    | Торонто, Канада            | Тврда     | Роџер Федерер         | 6:2, 3:6, 2:6                |
| Победник  | 4.  | 29. октобар 2006.   | Лион, Француска            | Тепих (д) | Марк Жикел            | 6:3, 6:1                     |
| Финалиста | 4.  | 6. мај 2007.        | Есторил, Португал          | Шљака     | Новак Ђоковић         | 6:7(7:9), 6:0, 1:6           |
| Победник  | 5.  | 30. септембар 2007. | Мумбај, Индија             | Тврда     | Оливје Рокус          | 6:3, 6:4                     |
| Финалиста | 5.  | 7. октобар 2007.    | Токио, Јапан               | Тврда     | Давид Ферер           | 1:6, 2:6                     |
| Финалиста | 6.  | 13. јул 2008.       | Штутгарт, Немачка          | Шљака     | Хуан Мартин дел Потро | 4:6, 5:7                     |
| Финалиста | 7.  | 16. јануар 2010.    | Сиднеј, Аустралија         | Тврда     | Маркос Багдатис       | 4:6, 6:7(2:7)                |
| Победник  | 6.  | 22. мај 2010.       | Ница, Француска            | Шљака     | Фернандо Вердаско     | 6:3, 5:7, 7:6(7:5)           |
| Финалиста | 8.  | 1. август 2010.     | Гштад, Швајцарска          | Шљака     | Николас Алмагро       | 5:7, 1:6                     |
| Финалиста | 9.  | 6. мај 2012.        | Есторил, Португал (2)      | Шљака     | Хуан Мартин дел Потро | 4:6, 2:6                     |
| Финалиста | 10. | 13. август 2012.    | Торонто, Канада (2)        | Тврда     | Новак Ђоковић         | 3:6, 2:6                     |
| Победник  | 7.  | 30. септембар 2012. | Бангкок, Тајланд           | Тврда (д) | Жил Симон             | 6:2, 6:1                     |
| Победник  | 8.  | 5. јануар 2013.     | Доха, Катар                | Тврда     | Николај Давиденко     | 3:6, 7:6(7:4), 6:3           |
| Победник  | 9.  | 10. фебруар 2013.   | Монпеље, Француска (2)     | Тврда (д) | Беноа Пер             | 6:2, 6:3                     |
| Победник  | 10. | 20. октобар 2013.   | Москва, Русија             | Тврда (д) | Михаил Кукушкин       | 4:6, 6:4, 6:4                |
| Финалиста | 11. | 9. фебруар 2014.    | Монпеље, Француска         | Тврда (д) | Гаел Монфис           | 4:6, 4:6                     |
| Финалиста | 12. | 21. јун 2014.       | Истборн, В. Британија      | Трава     | Фелисијано Лопез      | 3:6, 7:6(7:5), 5:7           |
| Победник  | 11. | 8. фебруар 2015.    | Монпеље, Француска (3)     | Тврда (д) | Јежи Јанович          | 3:0 (предаја)                |
| Победник  | 12. | 3. мај 2015.        | Каскаис, Португал          | Шљака     | Ник Кириос            | 6:3, 6:2                     |
| Победник  | 13. | 7. фебруар 2016.    | Монпеље, Француска (4)     | Тврда (д) | Пол-Анри Матје        | 7:5, 6:4                     |
| Финалиста | 13. | 2. октобар 2016.    | Шенџен, Кина               | Тврда     | Томаш Бердих          | 6:7(5:7), 7:6(7:2), 3:6      |
| Победник  | 14. | 23. октобар 2016.   | Антверпен, Белгија         | Тврда (д) | Дијего Шварцман       | 7:6(7:4), 6:1                |
| Финалиста | 14. | 12. фебруар 2017.   | Монпеље, Француска (2)     | Тврда (д) | Александар Зверев     | 6:7(4:7), 3:6                |
| Финалиста | 15. | 11. фебруар 2018.   | Монпеље, Француска (3)     | Тврда (д) | Лука Пуј              | 6:7(2:7), 4:6                |
| Победник  | 15. | 17. јун 2018.       | Хертогенбос, Холандија     | Трава     | Жереми Шарди          | 6:3, 7:6(7:5)                |
| Финалиста | 16. | 22. јул 2018.       | Бостад, Шведска            | Шљака     | Фабио Фоњини          | 3:6, 6:3, 1:6                |
| Финалиста | 17. | 25. јул 2021.       | Умаг, Хрватска             | Шљака     | Карлос Алкараз        | 2:6, 2:6                     |
| Победник  | 16. | 14. јануар 2023.    | Окланд, Нови Зеланд        | Тврда     | Камерон Нори          | 4:6, 6:4, 6:4                |

### Парови: 4 (2:2)
| Легенда                        |
| ------------------------------ |
| Гренд слем турнири (0:0)       |
| Завршно првенство сезоне (0:0) |
| АТП мастерс 1000 (0:1)         |
| АТП 500 (0:0)                  |
| АТП 250 (2:1)                  |

| Финала по подлози |
| ----------------- |
| Тврда (2:1)       |
| Шљака (0:1)       |
| Трава (0:0)       |

| Финала по локацији |
| ------------------ |
| Отворено (1:1)     |
| Дворана (1:1)      |

| Исход     | Бр. | Датум             | Турнир                  | Подлога   | Партнер          | Противници                 | Резултат         |
| --------- | --- | ----------------- | ----------------------- | --------- | ---------------- | -------------------------- | ---------------- |
| Победник  | 1.  | 8. октобар 2006.  | Мец, Француска          | Тврда (д) | Фабрис Санторо   | Јулијан Ноул Јирген Мелцер | 3:6, 6:1, [11:9] |
| Финалиста | 1.  | 22. април 2007.   | Монте Карло, Монако     | Шљака     | Жилијен Бенето   | Боб Брајан Мајк Брајан     | 2:6, 1:6         |
| Победник  | 2.  | 12. јануар 2008.  | Сиднеј, Аустралија      | Тврда     | Жо-Вилфрид Цонга | Боб Брајан Мајк Брајан     | 4:6, 6:4, [11:9] |
| Финалиста | 2.  | 1. новембар 2009. | Санкт Петербург, Русија | Тврда (д) | Жереми Шарди     | Колин Флеминг Кен Скупски  | 6:2, 5:7, [4:10] |

## Остала финала

### Тимска такмичења: 4 (2:2)
| Исход     | Бр. | Датум                 | Турнир                       | Подлога   | Партнери                                    | Противници                                                    | Резултат | Извор  |
| --------- | --- | --------------------- | ---------------------------- | --------- | ------------------------------------------- | ------------------------------------------------------------- | -------- | ------ |
| Финалиста | 1.  | 7. јануар 2012.       | Хопман куп, Перт, Аустралија | Тврда (д) | Марион Бартоли                              | Петра Квитова Томаш Бердих                                    | 0:2      | [ 14 ] |
| Финалиста | 2.  | 21–23. новембар 2014. | Дејвис куп, Лил, Француска   | Шљака (д) | Жо-Вилфрид Цонга Гаел Монфис Жилијен Бенето | Роџер Федерер Станислас Вавринка Марко Кјудинели Михаел Ламер | 1:3      | [ 15 ] |
| Победник  | 1.  | 7. јануар 2017.       | Хопман куп, Перт, Аустралија | Тврда (д) | Кристина Младеновић                         | Коко Вандевеј Џек Сок                                         | 2:1      | [ 16 ] |
| Победник  | 2.  | 24–26. новембар 2017. | Дејвис куп, Лил, Француска   | Тврда (д) | Жо-Вилфрид Цонга Лука Пуј Пјер-Иг Ербер     | Давид Гофан Стив Дарси Рубен Бемелманс Јорис Де Лоре          | 3:2      | [ 17 ] |